# قمة موسكو 2017
قمة موسكو 2017  هي قمة عُقدت في 5 أكتوبر 2017 واستمرت لثلاثة أيام، بمناسبة زيارة الملك السعودي سلمان إلى روسيا، في أول زيارة لملك سعودي إلى روسيا. وتضمنت القمة اجتماعا ثنائيا بين روسيا والمملكة العربية السعودية، ومؤتمرات بين وفود رفيعة من الجانبين. وأشادت وسائل الإعلام بالزيارة بأنه تقارب غير متوقع بين خصمين، ومن جانبه أعربت وزارة الخارجية السعودية، على أنها زيارة «تاريخية».

## نتائج القمة

### صفقة الاسلحة
توصلت حكومة المملكة العربية السعودية وروسيا إلى اتفاق ينص على تصدير عدد من أنظمة التسليح إلى المملكة العربية السعودية، حيث وقعت وزارة الدفاع مع روسيا عقودا لتوريد نظام الدفاع الجوي المتقدم إس-400 تريومف،. وأنظمة كورنت إي إم، وراجمة الصواريخ توس-1 أيه، وراجمة القنابل أيه جي اس-3، وسلاح أيه كيه-103 وذخائره.
وأعلنت روسيا عن نقل التقنية وتوطين صناعة واستدامة هذه المنظومات والأسلحة في المملكة العربية السعودية، وأعلنت الشركة السعودية للصناعات العسكرية عن توقيع مذكرة تفاهم وعقد الشروط العامة مع شركة روزوبورن اكسبورت، وهي شركة مخصصة لتصدير الأسلحة والمنتجات العسكرية التابعة لروسيا، وبتوجيه من ولي العهد وزير الدفاع محمد بن سلمان، وقع الجانبان على هذه الاتفاقيات التي من المتوقع أن تقوم بدور محوري في نمو وتطوير قطاع صناعة الأنظمة العسكرية والأسلحة في المملكة العربية السعودية.
وتعنى مذكرة التفاهم بشكل رئيس بتوطين صناعة واستدامة أسلحة نوعية ومتقدمة جدًا في المملكة العربية السعودية بما يحقق أهداف رؤية السعودية 2030، وتشمل هذه المذكرة نقل تقنية صناعة أنظمة كورنت إي إم وهو نظام صاروخي متطور مضاد للدبابات بالإضافة إلى نقل تقنية صناعة منظومة راجمة الصواريخ توس-1 أيه، وراجمة القنابل أيه جي اس-3.
كما اشتملت مذكرة التفاهم على أن يتعاون الطرفان لوضع خطة لتوطين صناعة واستدامة أجزاء من نظام الدفاع الجوي المتقدم إس-400 تريومف، بينما يعنى عقد الشروط العامة بتوطين صناعة سلاح أيه كيه-103 وذخائره في المملكة العربية السعودية مما سيسهم في رفع المحتوى المحلي وتعزيز الاكتفاء الذاتي بما يتوافق مع رؤية السعودية 2030.
بالإضافة إلى ذلك، فقد اشتملت هذه الاتفاقيات على برامج لتعليم وتدريب الكوادر السعودية في مجال الصناعات العسكرية بما يضمن استدامة وتطور هذا القطاع في المملكة العربية السعودية. ومن المتوقع أن توفر هذه الاتفاقيات مئات الفرص الوظيفية المباشرة وأن يكون لها إسهامات اقتصادية ملموسة، كما ستسهم في نقل تقنيات نوعية للمملكة العربية السعودية، وتدعم توطين 50% من الإنفاق العسكري للمملكة العربية السعودية بما يحقق أهداف رؤية السعودية 2030 التي أطلقها ولي العهد وزير الدفاع محمد بن سلمان.

### التكنولوجيا والطاقة والتعدين والزراعة

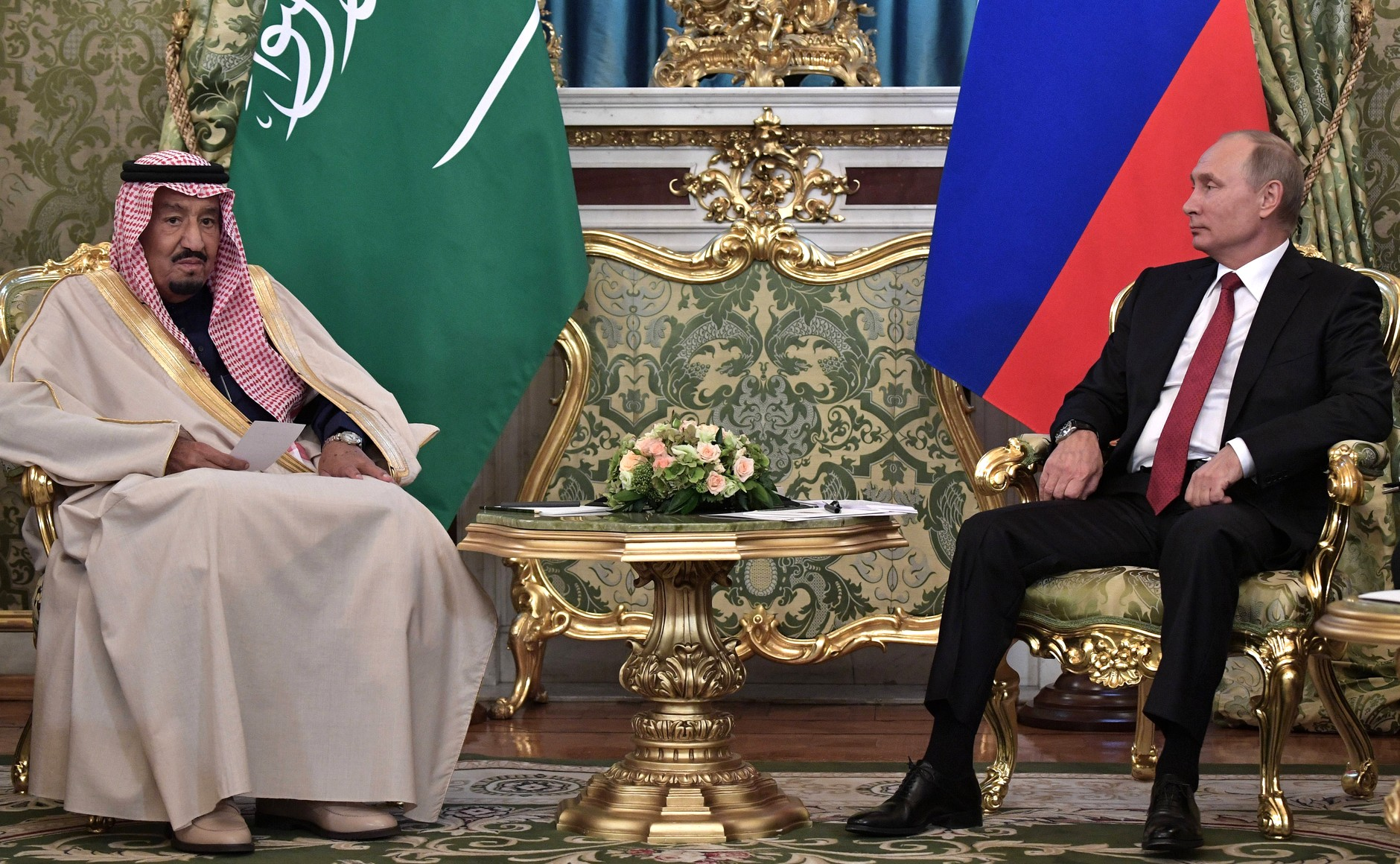
الرئيس فلاديمير بوتين، وبجواره الملك سلمان بن عبد العزيز آل سعود. إثناء الإجتماعات التي حدثت في القمة.

أعلن وزير الطاقة الروسي ألكسندر نوفاك أن قيمة اتفاقيات الاستثمار المتوقعة خلال الزيارة تزيد على 3 مليارات دولار. ومن بين الاتفاقيات المتوقعة تأسيس صندوق بقيمة مليار دولار للاستثمار في مجال التكنولوجيا، والتعاون في مجال تحلية المياه وترشيد استخدام الطاقة في مكيفات الهواء، بالإضافة إلى استثمار سعودي في الطرق الخاضعة للرسوم في روسيا. ونقلت وزارة الطاقة الروسية عن ألكسندر نوفاك قوله في مقابلة مع صحيفة فايننشال تايمز إن الاتفاقيات ستتضمن صفقة بقيمة 1.1 مليار دولار بموجبها تقوم شركة البتروكيماويات الروسية سيبور وأرامكو السعودية بتوقيع مذكرة تفاهم لبناء مصنع لإنتاج الكيماويات في المملكة العربية السعودية.
وتبادل مذكرة تفاهم لإنشاء منصة سعودية - روسية للاستثمار في مجال الطاقة ومذكرة تفاهم لإنشاء منصة سعودية - روسية للاستثمار في مجال التقنية بين صندوق الاستثمارات العامة بالمملكة العربية السعودية والصندوق الروسي للاستثمار المباشر، ومثل الجانب السعودي المشرف على صندوق الاستثمارات العامة والمستشار في الأمانة العامة لمجلس الوزراء ياسر الرميان، ومن الجانب الروسي رئيس الصندوق الروسي للاستثمار المباشر كيريل ديمتريف.
كما تم تبادل مذكرة برنامج تنفيذي للتعاون في مجال استخدام الطاقة النووية للأغراض السلمية بين مدينة الملك عبد الله للطاقة الذرية والمتجددة وشركة روس آتوم، ومثل الجانب السعودي وزير الطاقة والصناعة والثروة المعدنية خالد الفالح، ومن شركة روس آتوم ايفيجني باكرمانوف..
أما في قطاع التعدين، فكشف الرئيس التنفيذي لشركة معادن، عن عزم الشركة توقيع عدة اتفاقيات مع روسيا، بالإضافة لرغبة روسية في خلق شراكات مع السعودية في مجال التعدين وصناعة الألمنيوم. كما أعلنت كذلك شركة غازبروم الروسية العملاقة للغاز توقيع مذكرة تفاهم مع شركة أرامكو السعودية للطاقة حول التعاون في قطاع الغاز.
كما جرى تبادل مذكرة تفاهم للتعاون في مجال الاتصالات وتقنية المعلومات بين وزارة الاتصالات وتقنية المعلومات في المملكة العربية السعودية ووزارة الاتصالات والإعلام في روسيا الاتحادية، ومثل الجانب السعودي وزير التجارة والاستثمار ماجد القصبي ، ومن الجانب الروسي وزير الاتصالات والإعلام نيكولاي كيفوروف.
كما تم تبادل برنامج تعاون في المجالات الزراعية بين وزارة البيئة والمياه والزراعة بالمملكة العربية السعودية ووزارة الزراعة في روسيا، ومثل الجانب السعودي وزير البيئة والمياه والزراعة عبدالرحمن الفضلي، ومن الجانب الروسي وزير الزراعة ألكسندر تكتشيوف.

### الفضاء
وقعت كل من روسيا والسعودية، اتفاقية استكشاف وتعاون في مجال الفضاء للأغراض السلمية. بين مدينة الملك عبد العزيز للعلوم والتقنية ووكالة الفضاء الاتحادية الروسية، ومثل الجانب السعودي وزير الطاقة والصناعة والثروة المعدنية خالد الفالح، ومن الجانب الروسي وزير الخارجية السيد سيرغي لافروف.